# Szałwia błyszcząca
Szałwia błyszcząca, szałwia ogrodowa (Salvia splendens) – gatunek rośliny należącej do rodziny jasnotowatych). Pochodzi z Brazylii. Powszechnie uprawiana w wielu krajach świata jako roślina ozdobna.

## Morfologia i biologia

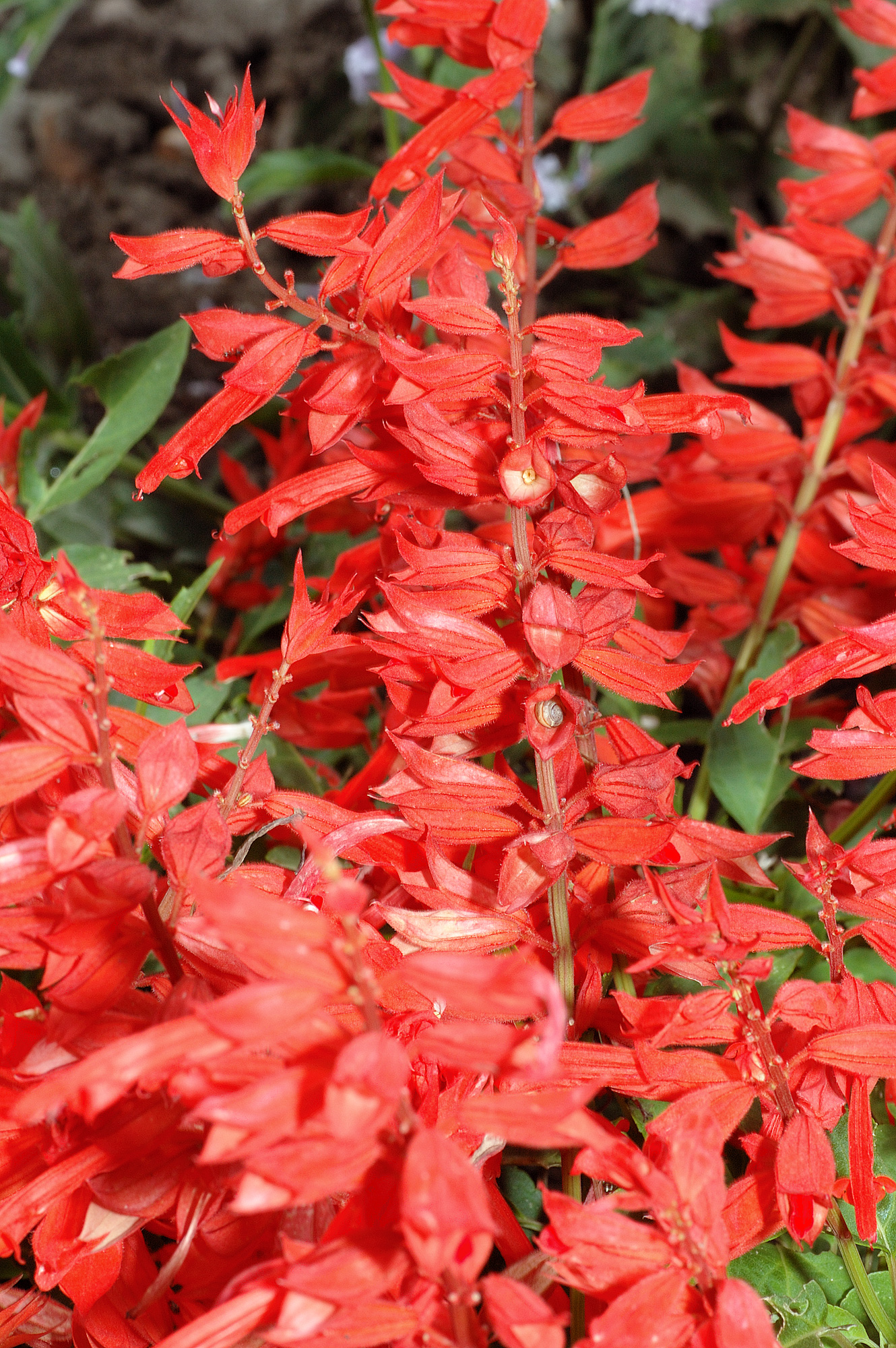
Kwiaty

PokrójW swoim naturalnym obszarze występowania jest półkrzewem lub byliną osiągającą 50–150 cm wysokości. Odmiany uprawiane mają  wysokość 20–60 cm.
LiścieJajowate, brzegiem ząbkowane, opadające.
KwiatyZebrane w kwiatostany, czerwone. U kultywarów mogą mieć barwę łososiową, fioletową lub białą. Kwitnie od czerwca do października.
OwocRozłupnia z dość dużymi, ciemnobrązowymi nasionami.

## Zastosowanie
Roślina ozdobna. Bardzo popularna roślina rabatowa. Trudności w otrzymaniu siewek wynagradza długim, obfitym kwitnieniem. Jaskrawo czerwone kwiatostany doskonale prezentują się na rabatach. Mogą być również ozdobą balkonów w skrzyneczkach lub misach.

## Uprawa
W Polsce jest uprawiana jako roślina jednoroczna. Wysiewać od marca do kwietnia do skrzyneczek. Kiełkuje w temperaturze 18 °C w ciągu 7-14 dni. Utrzymywać należy stałą wilgotność. Wymaga pikowania. Na rabaty wysadzać w maju w rozstawie 20×40 cm. Wymaga gleby żyznej, przepuszczalnej, ciepłej, wilgotnej. Lubi słoneczne stanowiska.